# Jan Kymmell
Jan Kymmell (Assen, gedoopt 2 december 1714 - aldaar, 12 december 1775) was een Nederlandse jurist.
Kymmell was een zoon van de schulte van Rolde,  kapitein, ette en gedeputeerde van Drenthe Wolter Kymmell en  Susanna Christina Willemsonn. Hij studeerde rechten aan de universiteit van Groningen en promoveerde aldaar in 1735. Na het overlijden van zijn vader in 1745 erfde hij het door zijn vader gebouwde huis Overcinge te Havelte, waar hij zich vestigde. Kymmell maakte ambtelijk carrière in Drenthe. Hij begon als belastingontvanger, werd vervolgens landschapssecretaris en daarna van 1750 tot 1775 landschrijver van Drenthe, de belangrijkste ambtelijke post in die periode op provinciaal niveau.
Kymmel trouwde op 25 augustus 1743 met Johanna Oldenhuis, dochter van de schulte van Dalen en Oosterhesselen Tijmen Oldenhuis en Lamina Huisingh. Uit dit huwelijk werden zes kinderen geboren, vijf zonen en één dochter. Hun nageslacht vervulde diverse bestuurlijke functies in Drenthe in de 18e en de 19e eeuw.
- Dochter Susanna Christina trouwde met de latere gouverneur van Drenthe, mr. Petrus Hofstede
- Zoon mr. Georg Rudolph Wolther Kymmell was schulte van Dalen en Oosterhesselen
- Zoon mr. Tymen was gedeputeerde van Drenthe
- Zoon mr. Wolter was raadsheer van het  Hof van Justitie van het Landschap Drenthe en lid van Provinciale Staten
- Zoon mr. Lucas Oldenhuis was gedeputeerde van Drenthe
- Zoon mr. Jan Wilmsonn was schout en maire van Roden, eigenaar van de havezate Mensinge aldaar en lid van Provinciale Staten